# Мордехай Горовіц
Маркус Горовіц (пол. Markus Horowitz; 1895, Коломия — 25 жовтня 1942, так само), також відомий як Мордехай Горовіц — коломийський підприємець, громадський діяч, благодійник єврейського походження, співвласник першої в Коломиї гардинної фабрики. У 1942 році — очільник юденрату в Коломиї.

## Життєпис (до Другої світової війни)
Народився Маркус Горовіц у 1895 році в родині Лейбіша Горовіца, який був нащадком славетної родини Горовіців зі Станіславова. Він був онуом шанованого рабина Мешулама Горовіца зі Станіславова (тепер Івано-Франківськ). Його матір померла в березні 1927 року.
У міжвоєнний період став співвласником гардинної фабрики своєї сестри Марії Горовіц разом зі своїм шваґром Юзефом. Станом на квітень 1934 року був членом правління Міської комунальної ощадної каси, а 22 квітня того ж року став членом Товариства власників майна. У червні 1936 року став членом громадянського комітету зі зведення  будівлі для навчальних закладів Єврейського товариства початкових та середніх шкіл. Також, за спогадами коломийських євреїв, представники гебрейської громади хотіли обрати його головою громади та міської ради, але Маркус Горовіц відмовився.
На рівні з громадсько-політичною діяльністю Маркус Горовіц займався й благодійною: наприкінці лютого 1927 року Горовіц виділив 15 злотих на Єврейський народний фонд із нагоди 25-річчя його діяльності. Також неодноразово жертвував свої кошти на Єврейську народну кухню. У квітні 1929 року пожертвував 25 злотих на диспозиційний фонд Міністерства військових справ. У березні 1930 року долучився до збору коштів (20 злотих) на підтримку "дрібних торговців, які борються з труднощами".

## Правління Юденрату та смерть
Після того як у 1941 році Коломию окупували німецькі війська, Маркус Горовіц очолив Юденрат на початку 1942 року. Перед цим, як Державний архів Івано-Франківської області стверджує, Клаус Фолькманн покликав до себе колишніх членів правління єврейської общини Мордехая Горовіца і Якова Шульмана. Їх зобов’язали очолити юденрат, яка складалася з 6-ти чоловік. До 1 вересня 1941 р. вони були зобов’язані скласти списки всіх євреїв, які мешкали в місті, і віднести в німецький банк міста контрибуцію в 2 млн рублів. Була створена комісія в складі 5 чоловік, члени якої ходили по хатах євреїв, збирали гроші й золоті речі.
На фабриці Горовіців нацисти збирали та сортували конфісковані у євреїв хутро, ювелірні вироби, які потім відправляли у Львів.
З часом Маркус Горовіц переїхав до будівлі юденрату, віддав усі свої гроші юденрату та харчувався лише в безплатній їжі. За спогадами Хедві Кауфмана, коли остання разом з Лілі Крайс рятувала єврейських дітей від нацистів, то звернулася до очільника юденрату та повідомила про важке становище дітей - він надав їм житло для дітей, яких було понад двадцять, а також забезпечив їх їжею та медичною допомогою. Так Хедва стала директоркою дитячого будинку разом зі своєю помічницею Лілі Крайс.
25 жовтня 1942 року у власному кабінеті Маркус Горовіц разом зі своєю сестрою Марією скоїв самогубство. За спогадами коломийських євреїв, які пережили Голокост, вони самоотруїлися. Причиною самогубства вважається депортація єврейського населення до концтабору Белжець. За даними французьких джерел, у прощальному листі Мордехай (Маркус) писав, що втратив надію на порятунок останніх євреїв Коломиї. Коли окружний голова гестапо Фрост почув про самогубство Горовиця, він цинічно посміхнувся і сказав: "Він був справжнім євреєм. Він врятував нам роботу і кулю”.
Марія та Маркус Горовіци були поховані на єврейському кладовищі в Коломиї.

## Особисте життя
У жовтні 1927 року одружився з Біанкою Горовіц з роду Блейхер. У місцевій пресі висловили вітання Марек Ляхс, Мойшеш Шнееберг, Мешулім Френкль та інші єврейські родини. Його жінка народилася в 1900 році в Коломиї, загинула під час Голокосту у рідному місті в 1941 році. За спогадами коломийських євреїв, 12 вересня 1941 року, коли гестапо затримало в Коломиї дві тисячі євреїв, серед яких була дружина Горовиця, друзі порадили йому звернутися до гестапо з проханням про її звільнення, але Маркус відмовився. Як наслідок, дружина загинула від нацистів.